# Xanthocampoplex kumatai
Xanthocampoplex kumatai är en stekelart som beskrevs av Kusigemati 1982. Xanthocampoplex kumatai ingår i släktet Xanthocampoplex och familjen brokparasitsteklar. Inga underarter finns listade i Catalogue of Life.